# Bulbine semibarbata
Bulbine semibarbata, és una espècie de planta herbàcia que pertany a la família de les asfodelàcies, subfamília de les asfodelòidies, que es troba a Austràlia.

## Descripció
És una planta herbàcia anual, que arriba una mida de 50 cm d'alçada, amb arrels fibroses. Té aproximadament entre 5 a 20 fulles i entre 1,5 a 27 cm de llargada, amb un diàmetre de 5 mm, són glabres. La inflorescència en forma de raïm de 2 a 23 cm de llargada, amb unes 35 flors. El fruit és una càpsula de 2-5 mm de llargada; amb llavors de 2 mm de llargada.

## Distribució i hàbitat
Creix prop de la costa i a l'interior en els afloraments de granit i els marges de llacs salats d'Austràlia, a Queensland.

## Taxonomia
Bulbine semibarbata va ser descrita per primera vegada per Robert Brown a l'any 1810 i publicat a Prodromus Florae Novae Hollandiae, amb el nom de Anthericum semibarbatum. Onze anys més tard, Adrian Hardy Haworth la va transferir a Bulbine i publicat a Supplementum Plantarum Succulentarum 33, a l'any 1821.
Etimologia
Bulbine: que rep el nom del tubercle en forma de bulb de moltes espècies.
semibarbata: epítet llatí que vol dir una mica barbat o proveït de pèls llargs i febles.
Sinonímia
- Amaryllis semibarbata (R.Br.) Steud.
- Anthericum semibarbatum R.Br.
- Bulbine floribunda Schrad. ex Benth.
- Bulbine semibarbata f. gracilescens Domin
- Bulbinopsis semibarbata (R.Br.) Borzì
- Phalangium semibarbatum (R.Br.) Kuntze
- Triglochin racemosa Endl.[7]